# Jochen Schmück

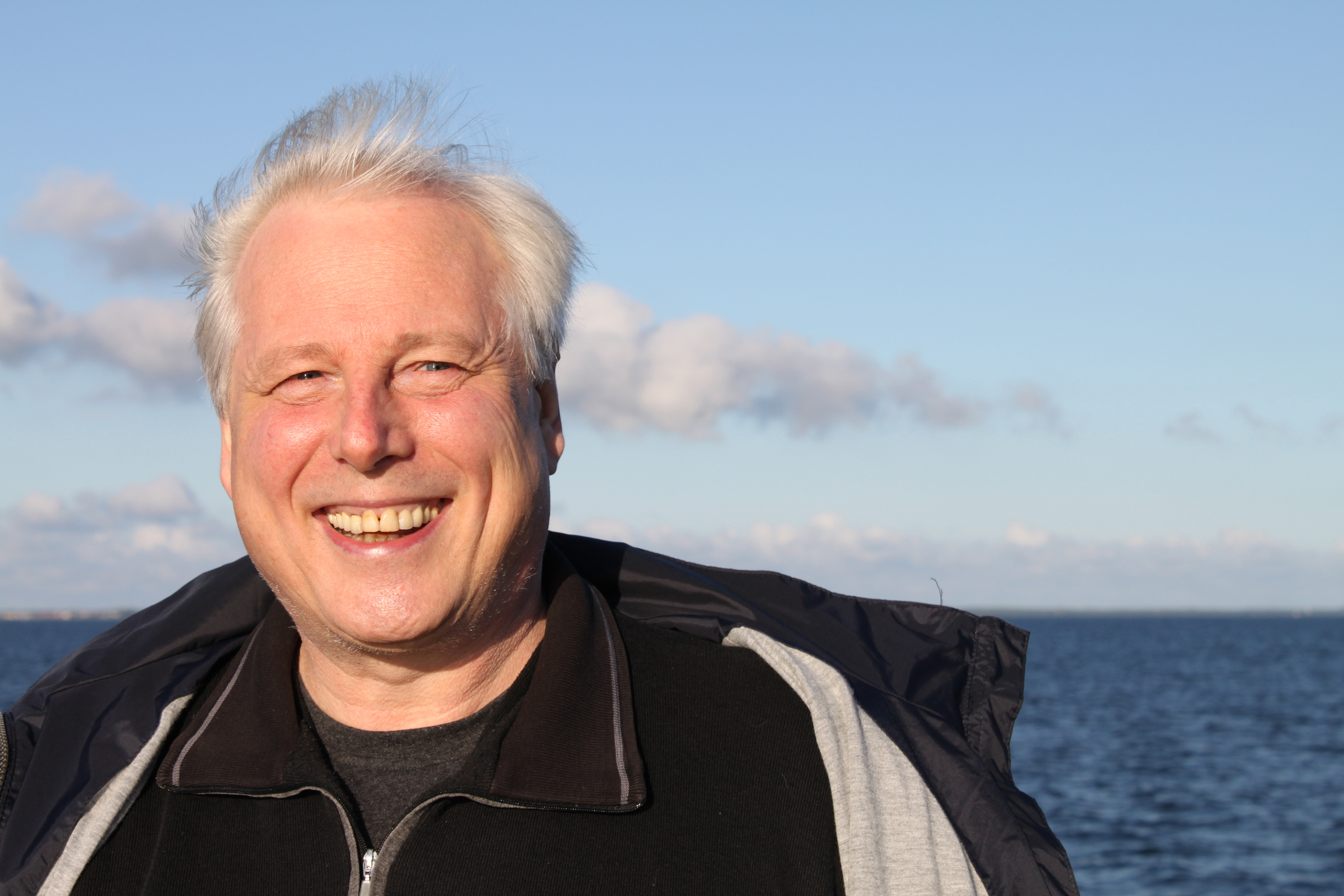
Jochen Schmück (2012)

Jochen Schmück (* 11. Februar 1953 in Frankfurt (Oder)) ist ein deutscher Sozialwissenschaftler, Publizist, Übersetzer und Verleger.

## Leben
Nach einer Lehre als Kupferdrucker in West-Berlin und der Erlangung der allgemeinen Hochschulreife auf dem zweiten Bildungsweg studierte er an der FU Berlin Kommunikationswissenschaften, Geschichte und Politologie. Bekannt wurde Schmück vor allem als Verleger des Libertad Verlages sowie durch seine Arbeiten als Anarchie- und Anarchismusforscher.

## Tätigkeit
Jochen Schmück war und ist der Herausgeber beziehungsweise Co-Herausgeber der folgenden Schriftenreihen:
- anarchistische texte
- Edition Schwarze Kirschen
- Archiv für Sozial- und Kulturgeschichte

Daneben sind von ihm als Veröffentlichungen in den Verlagen Klaus Guhl, Karin Kramer Verlag und OPPO-Verlag sowie in den Zeitschriften „Archiv für die Geschichte des Widerstandes und der Arbeit (AGWA)“, „Contraste“, „Erkenntnis“ (Wien), „espero“, und „Schwarzer Faden“ erschienen.
Als Anarchie- und Anarchismusforscher auch international bekannt wurde er durch das von ihm 1986 zusammen mit Ralf G. Hoerig initiierte Projekt der Datenbank des deutschsprachigen Anarchismus (DadA). Die Grundlage hierfür bildete die von Schmück erarbeitete pressehistorische Studie „Der deutschsprachige Anarchismus und seine Presse. Von ihren Anfängen in den vierziger Jahren des 19. Jahrhunderts bis zu ihrem Niedergang im Zweiten Weltkrieg“. Das DadA-Projekt beinhaltet die bibliographische Dokumentation sämtlicher Publikationen, die dem deutschsprachigen Anarchismus von seinen frühen Anfängen in den 1840er Jahren bis zur Gegenwart zugeschrieben werden können. Die DadA-Dokumentationen unterteilen sich in die Abteilungen: DadA-Literaturdokumentation und DadA-Periodika.
Nachdem das DadA-Projekt ein Jahrzehnt lang eher ein „Geheimtipp“ der Anarchismusforschung gewesen war, veröffentlichten die beiden Projektbetreiber 1996 ihre Dokumentationen im Internet, um ihre Forschungsergebnisse einer breiteren Öffentlichkeit zur Verfügung zu stellen. Heute beherbergt das auf einer Wikiplattform betriebene DadA-Projekt, das sich inzwischen in DadAWeb umbenannt hat, auch das Lexikon der Anarchie sowie eine im Aufbau befindliche Digitale Bibliothek. Das DadAWeb versteht sich als Plattform der deutschsprachigen Anarchie- und Anarchismusforschung und finanziert sich über Spenden.
Gemeinsam mit anderen Mitarbeitern des DadAWeb entwickelt Jochen Schmück z.Z das sogenannte „DadAWeb 3.0“, das als Pilotprojekt für das „Semantische Web“ innerhalb der Wiki-Welt dienen soll. Seine sozialwissenschaftliche Forschung konzentriert sich in den letzten drei Jahren zunehmend auf die Untersuchung der anthropologischen und organisationstheoretischen Aspekte der als Anarchie definierten Gesellschafts- und Organisationsmodelle. In dem unter dem Arbeitstitel „Anarchie 3.0“ von ihm hierfür betriebenen Forschungsprojekt vertritt er die These, dass die in der Gegenwart erkennbaren anarchischen Tendenzen in Gesellschaft und Wirtschaft teilweise eine frappierende Ähnlichkeit mit der „regulierten Anarchie“ unserer antistaatlichen Vorfahren, also den Gesellschaften der Sammler und Jäger haben. Er vertritt dabei die Überzeugung, dass das anarchische Organisationsmodell nicht nur ein sehr humanes soziales Organisationsmodell ist, sondern dass es gegenüber den traditionellen hierarchischen Modellen auch deutlich effizienter sei.
Zusammen mit Markus Hansen gründete Schmück das ProfiBox-Projekt:

„Die ProfiBox ist der Versuch einer Antwort auf die im Social Web oft gestellte Frage: Wie kann ich hochwertige nicht-kommerzielle Inhalte im Internet anbieten, ohne mich dabei finanziell zu ruinieren oder die User meiner Seiten ständig mit unerwünschter Werbung zu belästigen bzw. sie um Spenden anzubetteln? Die ProfiBox hilft gemeinnützige Projekte im Internet zu finanzieren, indem über sie Provisionseinnahmen im Rahmen von Affiliate-Partnerschaften generiert werden. Tätigkeiten im ProfiBox–Projekt: Businessdevelopment,  Produktmanagement, Marketing, Öffentlichkeitsarbeit“

Jochen Schmück ist seit 2002 Geschäftsführer und Inhaber der Media Consulting Potsdam und der Internetagentur WebFelix. (2004). Er beteiligte sich als Contentmanager, Webdeveloper und Businessdeveloper an verschiedenen Internetportalen: dem internationalen Internetdienst i-Mode sowie ImmobilenScout24 und andere.

## Auszeichnungen
- 2013: Erich-Mühsam-Preis gemeinsam mit Andreas W. Hohmann (Verlag Edition AV)

## Werke

### Monographien
- Hans Jürgen Degen, Jochen Schmück und Rolf Raasch [u. a.]: Denk´ ich an Deutschland. Beiträge zu einer libertären Positionsbestimmung. Berlin, Verlag Klaus Guhl, 1990.
- Cornelia Krasser und Jochen Schmück: Frauen in der Spanischen Revolution, Berlin: Libertad Verlag, 1984.
- Arnold Roller und Jochen Schmück: Die Spanische Revolution 1: Geschichte des spanischen Proletariats (1848-1910), Berlin: Libertad Verlag, 1981.
- Jochen Schmück und Cornelia Krasser (Hrsg.): Philosophie und Theorie des Anarchismus / Praxis und Bewegung des Anarchismus. Libertad Verlag, 1982, anarchistische texte, I. Edition, H. 1–14, II. Edition, H. 15–29 in zwei Sammelschubern, 1160 Seiten.
- Jochen Schmück und David Poole: Die Mexikanische Revolution (1910-1920), Berlin: Libertad Verlag, 1980.
- Jochen Schmück: Der deutschsprachige Anarchismus und seine Presse. Von ihren Anfängen in den vierziger Jahren des 19. Jahrhunderts bis zu ihrem Niedergang im Zweiten Weltkrieg. Eine historische Skizze, Berlin: Edition A-Vanti, 1986.
- Nicolas Walter und Jochen Schmück: Betrifft: Anarchismus. Leitfaden in die Herrschaftslosigkeit. Hrsg. kommentiert und mit einer Anarchismus-Bibliographie versehen von Jochen Schmück. 2. überarb. u. erw. Aufl., Berlin: Libertad Verlag, 1984.
- Jochen Schmück: „Anarchie“ – Zur Geschichte eines Reiz- und Schlagwortes. In: „Anarchie ist Gesetz und Freiheit ohne Gewalt“. Uwe Timm zum 60. Geburtstag. Berlin: OPPO-Verlag, 1992 (zahlr. überarb. Neuauflagen und unautorisierte Onlineversionen, letzte vom Autor aktualisierte Fassung: Anarchie, Anarchist und Anarchismus, in Lexikon der Anarchie).

### Zeitschriftenaufsätze
- Die Mexikanische Revolution – Eine historische Skizze. In: Erkenntnis. E-Journal der Pierre-Ramus-Gesellschaft. Artikel Online verfügbar (PDF; 836 kB)
- Die Tragödie der Spanischen Revolution 1936/37. Ein kritischer Nachtrag zum 75. Jahrestag des Ausbruchs des Bürgerkrieges in Spanien. In: „espero“, Heft 63 (März 2010). Artikel Online verfügbar (PDF; 600 kB)
- Keine Macht für Niemand. Zur Erinnerung an die friedliche Revolution in der DDR 1989/90. In: „espero“, Heft 63 (März 2010). Artikel Online verfügbar
- Let's Wiki, im Themenspecial: „Web 2.0“ der Zeitschrift Contraste. Monatszeitung für Selbstorganisation, März 2009. Artikel Online verfügbar
- Der deutschsprachige Anarchismus und seine Presse. Ein Forschungsbericht. In: „Archiv für die Geschichte des Widerstandes und der Arbeit“, Nr. 12, Dortmund 1992. Artikel Online verfügbar